# Béduer
Béduer là một xã thuộc tỉnh Lot trong vùng Occitanie phía tây nam nước Pháp. Xã này nằm ở khu vực có độ cao trung bình 260 mét trên mực nước biển.
Béduer nằm ở trên tuyến Via Podiensis của những người hành hương đến Santiago de Compostella và nhận người hành hương từ Figeac.